# بين الباحثين عن الحقيقة
بين الباحثين عن الحقيقة: رحلة عبر «المؤامرة المتزايدة للأمان في أميركا» (بالإنجليزية: Among the Truthers: A Journey Through America's Growing Conspiracist Underground)‏ هو كتاب استقصائي من تأليف الصحفي الكندي جوناثان كاي صدر في عام 2011 بواسطة دار النشر هاربر حاول المؤلف من خلاله فحص شعبية نظريات المؤامرة في الولايات المتحدة. ويسرد الكتاب تاريخ وعلم نفس نظرية المؤامرة، مع التركيز بشكل خاص على حركة الحقيقة لهجمات 9/11. وقد تلقى المرجع انتقادات إيجابية بشكل عام، على الرغم من أن بعض المراجعين أثاروا قضايا حول موضوع الكتاب والمطالبات السياسية.

## فحوى الكتاب
على الرغم من اعترافه بأن التاريخ يقدم دليلاً على وجود مؤامرات فعلية، إلا أن الكاتب يجادل بأن المؤامرات البعيدة المنال ولاعقلانية أخذت تكتسب معتنقين بمعدل متزايد في الولايات المتحدة. ففي الكتاب، يرسم كاي قصصا من نظريات المؤامرة في القرن العشرين بما في ذلك عدة مجموعات مثل جمعية جون بيرش. على الرغم من أن الكثير من فحوى الكتاب يركز بشكل أكبر على حركة الحقيقة لهجمات 9/11. كما يناقش كاي أيضا نظريات المؤامرة حول مجموعة بلدربيرغ السرية، الجدل حول استخدام اللقاح والزواحف البشرية.
يحاول كاي تحديد العوامل التي تجعل الناس يؤمنون بالمؤامرات. فيعزو شعبية نظريات المؤامرة إلى تأثير بعض النظريات الأكاديمية الفلسفية لما بعد الحداثة، مثل التفكيك. فيما يلوم البعض الآخر لما يراه على أنه اعتقاد ليبرالي وأن «المجتمع مقسم إلى ضحايا ومضطهدين». بالإضافة إلى التفسيرات السياسية والعوامل النفسية هذه الأخيرة التي يجادل فيها كاي بأن العديد من الناس يفضلون تفسيرات للكوارث التي تتميز بمؤامرات توسعية لأنه من الأصعب التعامل مع عدم الكفاءة أو الضعف الكامن في جذور مثل هذه الأحداث.
أثناء كتابة الكتاب، قابل كاي العديد من الشخصيات في حركة الحقيقة لهجمات 9/11، مثل ألكس جونز ومايكل روبيرت. يصنف كاي مروّجي نظريات المؤامرة إلى مجموعات مختلفة بما في ذلك تلك التي يشير إليها باسم «السواعد» و «الأذرع المحترقة». يعرف «السواعد» بالشخص الذي يسعى لفضح المؤامرات كمهمة مثيرة لملء حياته. ويدعي أن هذا النوع من الأشخاص عادة ما ينجذب إلى نظريات المؤامرة بعد أزمة منتصف العمر. فيما يعرِّف «الأذرع المحترقة» بانه شخص يستخدم نظريات المؤامرة لتعزيز وجهات النظر السياسية المتشددة وبالتالي جذب انتباه الرأي العام. يدعي أن هذا النوع من الأشخاص عادة ما يكون في سن الجامعة عندما يبدأون في الترويج للمؤامرات.

## ردود الفعل
- على الرغم من أنه أشاد بقصص كاي عن نظريات المؤامرة وتعليقه على دور الإنترنت، إلا أن جيسي سينغال من صحيفة بوسطن غلوب انتقد كاي بسبب «ميله نحو التشدد الأيديولوجي».[3] وبالمقابل، جادل سوني بانش من صحيفة وول ستريت جورنال بأن كاي يبالغ إلى حد غير عادل في المدى الذي يعزز الصواب السياسي من التفكير التآمري. ومع ذلك، أشاد بانش بتفسير كاي لآثار التفكيك، مشيراً إلى شعبية حركة الحقيقة لهجمات 9/11 بين أساتذة الفنون الليبرالية. كما قام بانش[4] وناقد صحيفة ذي إيكونوميست بمعاتبة كاي بسبب عدم اهتمامه بحركة نظريات المؤامرة لمواطنة باراك أوباما.[2]
- أشاد ناقد صحيفة ذي إيكونوميست بالمؤلف على تحليله للأسس النفسية للتفكير التآمري ومناقشته لتاريخ هذا التفكير. كما تنبأ الناقد بأن مناصري حركة الحقيقة لهجمات 9/11 سوف يرفضون تحليل كاي كعلاج يميني متحيز لهذه القضية.[2]
- وصف الصحفي جاكوب هيلبرون من صحيفة نيويورك تايمز الكتاب بأنه «رائع»، مشيدا بجودة تقرير كاي. لكنه في نفس الآن انتقد سوء تنظيمه في بعض النقاط. كما جادل هيلبرون أيضا بأن كاي يبالغ في تأثير حركة الحقيقة لهجمات 9/11 على ثقافة الولايات المتحدة.[1]